# Grafene

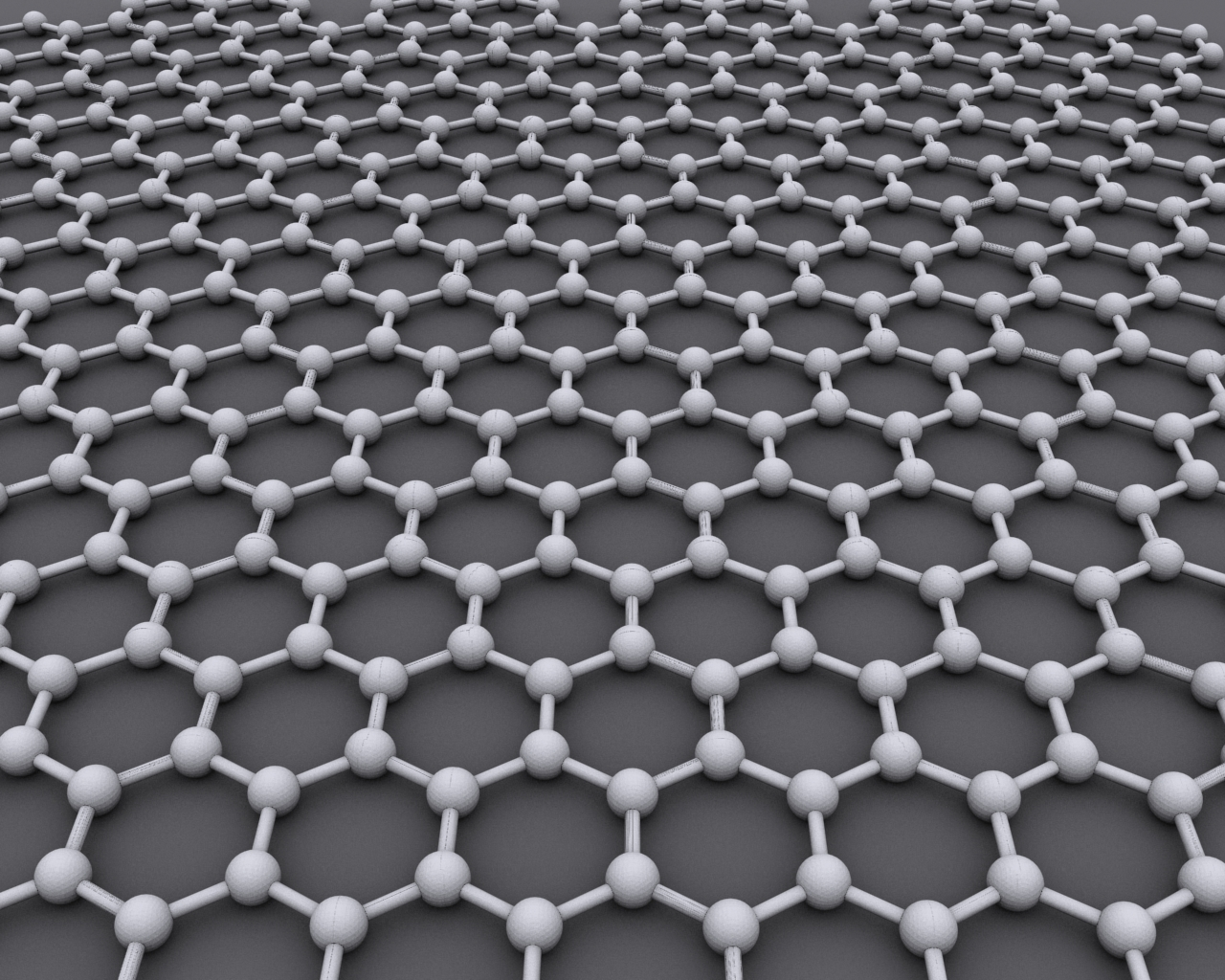
Modello molecolare del grafene, con struttura a celle esagonali

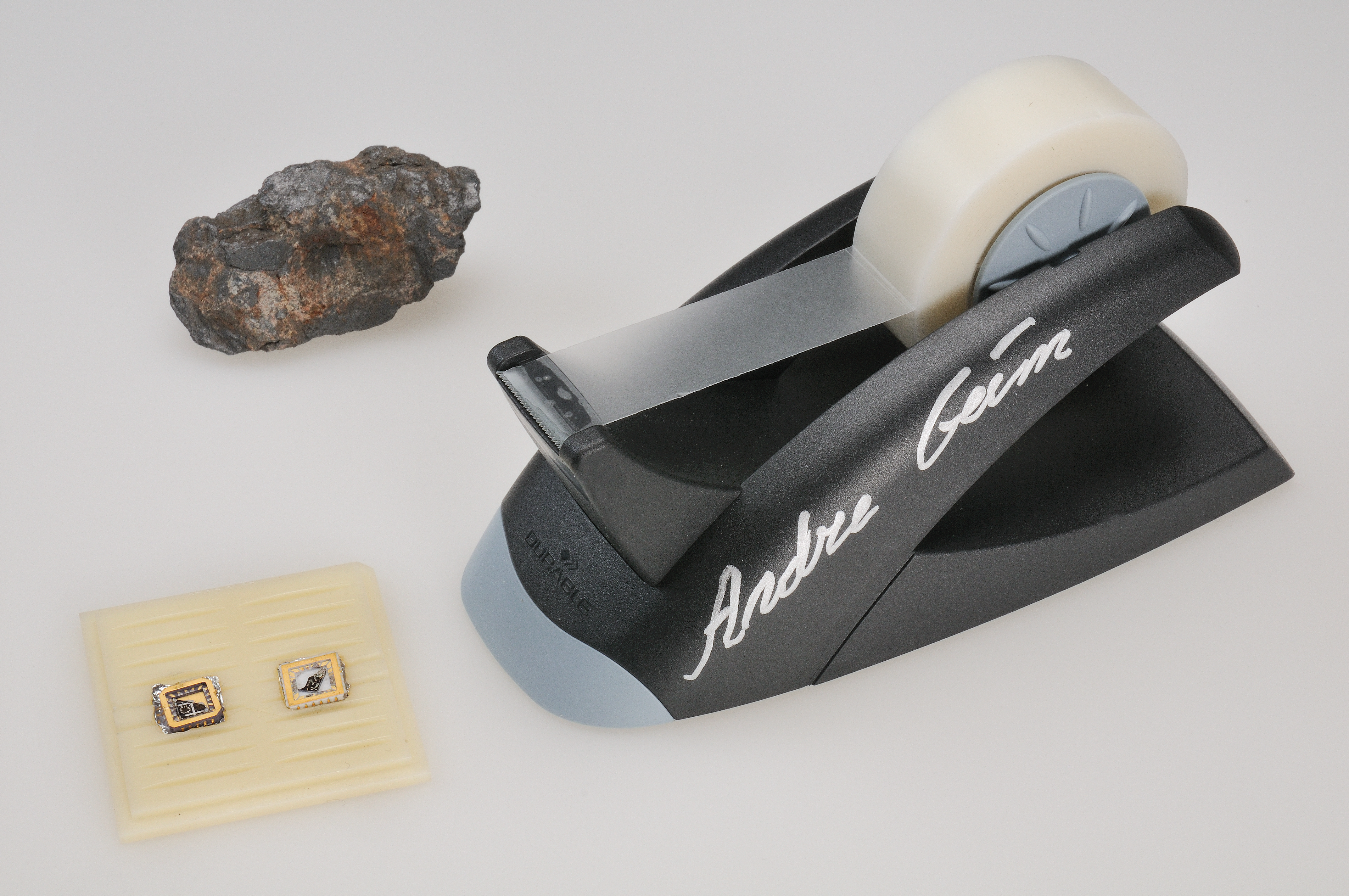
Un blocco di grafite, un transistor al grafene e un dispenser di nastro adesivo, donati al Nobel Prize Museum di Stoccolma da Andrej Gejm e Konstantin Novosëlov nel 2010

Il grafene è un allotropo del carbonio costituito da un singolo strato di atomi di carbonio arrangiati in un reticolo esagonale. La parola deriva da "grafite" a cui è stato aggiunto il suffisso -ene, riflettendo il fatto che tecnicamente si tratta di un enorme alchene, per la precisione, un enorme foglio di benzeni condensati.
Ciascun atomo di carbonio è connesso ai tre contigui tramite legami σ e legami π delocalizzati, il che contribuisce a rendere il grafene una delle molecole più conduttive conosciute. Ha la resistenza teorica del diamante e la flessibilità della plastica.
Le scoperte sul grafene e le sue applicazioni (come la realizzazione di un transistor) conseguite nel 2004, sono valse il premio Nobel per la fisica 2010 ai due fisici Andrej Gejm e Konstantin Novosëlov dell'Università di Manchester.
Nonostante i problemi iniziali nell'applicabilità del grafene a singolo strato, i due fisici hanno evoluto il materiale fino alla costruzione del cosiddetto grafene a doppio strato, che garantisce più resistenza e flessibilità di utilizzo.
Trattandosi di un prodotto innovativo di recente creazione non ancora normato, sono allo studio valutazioni sugli eventuali impatti ambientali e tossicologici della diffusione industriale del materiale.

## Descrizione
Gli atomi sono ibridati nella forma sp², e si dispongono quindi a formare esagoni con angoli di 120°.
La distanza tra gli atomi nel reticolo è di 0,1418 nm mentre la distanza tra i piani è di 0,3347 nm.
In presenza di imperfezioni (pentagoni o ettagoni invece degli esagoni), la struttura si deforma: con 12 pentagoni si ha un fullerene. La presenza di singoli pentagoni o ettagoni provoca invece increspature della superficie.
Uno strato ideale di grafene consiste esclusivamente di celle esagonali; strutture pentagonali o ettagonali sono difetti. In particolare, in presenza di una cella pentagonale isolata, lo strato planare di grafene si deforma fino ad assumere una forma conica; se invece le strutture pentagonali sono 12 si ha un fullerene. Allo stesso modo la presenza di una cella isolata ettagonale causa una deformazione che trasforma la struttura planare in una sella, e l'inserimento controllato di celle pentagonali o ettagonali permette la realizzazione di strutture molto complesse. Nanotubi di carbonio a singola parete possono essere considerati cilindri di grafene; talvolta alle estremità di questi nanotubi si trovano strutture emisferiche costituite da fogli di grafene contenenti 6 strutture pentagonali, che fungono da "tappo".
La definizione ufficiale del grafene data dalla IUPAC è:
(Bohem, Setton e Stummp, Nomenclature and terminology of graphite intercalation compounds)

## Produzione

### Esfoliazione meccanica
L'esfoliazione meccanica della grafite consiste nell'applicazione di una forza alla superficie di cristalli di grafite altamente orientata per staccare e dispiegarne gli strati cristallini fino a ottenere il singolo strato. I primi tentativi si effettuarono già nel 1998, quando l'interazione di punte per analisi AFM (microscopio a forza atomica) e STM (microscopio a effetto tunnel) con la superficie della grafite fu sfruttata per fornire un'energia sufficiente a superare le forze di attrazione inter-piano e portare alla rimozione e isolamento dello strato monoatomico cristallino. In seguito il gruppo di André Geim ha sviluppato un metodo molto semplice, universalmente noto come metodo scotch-tape, che usa semplice nastro adesivo per esfoliare la grafite. La tecnica consiste nel porre la superficie di un cristallo di grafite sul nastro adesivo, staccare il nastro e pelare così alcuni strati di materiale. Il nastro con l'impronta della grafite è quindi ripiegato su sé stesso e svolto diverse volte. Ogni volta, i fiocchi deposti si dividono in strati sempre più sottili. Alla fine del processo, i sottili fiocchi adesi possono essere trasferiti in maniera semplice a un substrato isolante. L'esfoliazione meccanica è il metodo più semplice e accessibile per isolare fiocchi di grafene della dimensione di alcuni micron quadri, utili per la ricerca di base sulle sue proprietà. Purtroppo questo metodo non è adatto per una produzione industriale.

### Esfoliazione in fase liquida
Il metodo si basa sull'utilizzo delle forze di pressione che si generano all'interno di un liquido. Grafite in polvere è mescolata a un solvente dotato delle opportune qualità fisiche come viscosità, tensione superficiale, ecc. (tipicamente 1-metil-2-pirrolidone) o in una miscela di acqua e surfattante. La sospensione è quindi sottoposta a miscelazione attraverso onde ultrasoniche, o mixer ad alta forza di taglio, o mulino a biglie, ecc. Tali processi creano all'interno del liquido sia forze di taglio sia di cavitazione che causano la rottura dei cristalli di grafite secondo il piano basale, riducendoli a fogli sempre più sottili e, idealmente, singoli fogli di grafene. La sospensione risultante dal processo è poi purificata con ultracentrifugazione. Tale metodo risulta uno dei più promettenti dal punto di vista della scalabilità, e permette di ottenere grandi quantità di ottimo grafene. Per contro, i fiocchi risultano piuttosto piccoli come dimensioni laterali.

### Riduzione dell'ossido di grafene (RGO)
Finora gli sforzi sono stati diretti soprattutto verso l'esfoliazione dell'ossido di grafite e successiva riduzione a grafene.
L'ossido di grafite è un materiale avente la stessa struttura lamellare della grafite nel quale però alcuni atomi di carbonio presentano legami con ossigeno sotto forma di ossidrili (-OH) o di carbonili (C=O) o più raramente di carbossili, e in cui la distanza tra gli strati di grafene aumenta a causa dell'ingombro dell'ossigeno. La sua natura fortemente idrofila consente di ottenere, con l'utilizzo di onde acustiche ultrasoniche, l'intercalazione (ovvero l'inclusione reversibile di molecole all'interno di altre molecole o gruppi) di molecole d'acqua e, conseguentemente, una pressoché completa esfoliazione (~90%) del materiale in ossido di grafene (GO).
Il grafene viene successivamente sintetizzato per riduzione del grafene ossido.
Sono stati sperimentati con successo sia metodi di riduzione di tipo chimico (mediante idrazina N2H4, idrochinone, sodio boro idruro o anche vitamina C) sia metodi termici o UV che hanno prodotto materiali con conducibilità nell'ordine dei 102 S/cm.
La sintesi chimica del grafene, via riduzione dell’ossido di grafene, è una metodologia che ha il vantaggio di avere rese elevate e ampie possibilità di realizzare il processo su grande scala. La qualità del prodotto da sintesi chimica è però piuttosto scarsa, per effetto di una parziale riduzione del GO e di abbondanza di difetti del reticolo cristallino, il che rende il prodotto maggiormente adatto ad applicazioni che non richiedano strettamente un grafene qualitativo, come ad esempio l’utilizzo nei compositi polimerici.

### Metodo chimico
Il grafene si ricava in laboratorio dalla grafite. I cristalli di grafite sono trattati con una soluzione fortemente acida a base di acido solforico e nitrico e poi ossidati ed esfoliati fino a ottenere cerchi di grafene con gruppi carbossilici ai bordi. Mediante trattamento con cloruro di tionile (SOCl2), queste molecole periferiche sono trasformate in cloruri acilici (alogenuri acilici composti da un acile e un atomo di cloro) e poi in ammidi). Il risultato è un cerchio di grafene solubile in tetraidrofurano, tetraclorometano e dicloroetano.

### Altri metodi
- Crescita epitassiale su carburo di silicio
- Crescita epitassiale su substrati metallici
- Crescita per segregazione del carbonio da leghe carbonio-metallo

Nel 2025 è stato pubblicato un paper relativo alla produzione di grafene all'interno di un substrato poroso dal quale viene estratto facilmente senza formare pieghe o imperfezioni, raggiungendo la conducibilità elettrica e termica teoriche. Il grafene si sviluppa un tasso di 6.2 strati al secondo, 20 volte superiore a quello delle altre applicazioni tradizionali note.

## Struttura atomica
Il grafene ha una struttura composta da un reticolo esagonale a nido d'ape dove i singoli atomi di carbonio sono legati tramite legami covalenti.

## Proprietà

### Proprietà elettroniche
Il grafene si comporta come un semiconduttore a Gap nullo. La sua particolare struttura elettronica fa sì che possa comportarsi sia come semiconduttore P sia come semiconduttore N in assenza di drogaggio, per mero controllo elettronico (gating). Altri impieghi sono nelle celle solari, nelle batterie a flusso e nelle batterie agli ioni di litio. Nel 2016 sono state immesse sul mercato batterie a ioni di litio cosiddette "al grafene" che utilizzerebbero grafene come materiale anodico. Bisogna tuttavia rilevare come l'assenza di norme internazionali che definiscano cosa può o non può essere chiamato grafene fa sì che molti prodotti "al grafene" utilizzino semplicemente grafiti micronizzate.
Se due strati di grafene individuali sono accoppiati in un angolo specifico, il sistema mostra la superconduttività ed effetti quantistici come il magnetismo.

### Proprietà ottiche
Un singolo strato di grafene, pur essendo spesso un solo atomo, è in grado di assorbire il 2,3% della radiazione uniformemente su pressoché tutto lo spettro ottico. Per confronto, un film di silicio con lo stesso spessore assorbirebbe solo lo 0,03% della luce.

### Proprietà termiche
Il grafene è un ottimo conduttore termico, secondo solo al diamante, e molte applicazioni commerciali sfruttano questa caratteristica.

### Proprietà meccaniche
Il grafene è il materiale più sottile al mondo ed è praticamente trasparente (97,7% della luce). Ha un carico di rottura teorico di 130 GPa e un modulo di elasticità di circa 1 TPa e può essere stirato fino al 20% della sua lunghezza. Secondo i suoi scopritori vincitori del premio Nobel nel 2010, un singolo foglio di grafene (quindi un foglio alto 1 atomo) largo 1 metro quadro sarebbe capace di sostenere il peso di un gatto di 4 kg, pesare 0,7 mg ed essere virtualmente invisibile. Il grafene, che teoricamente dovrebbe avere una notevole resistenza meccanica, pari a 4 volte la resistenza dell'acciaio, è anche un materiale fragile  e questa fragilità, combinata con l'inevitabile presenza di difetti all'interno dei componenti quando se ne aumentano le dimensioni, non consente di produrre fogli molto grandi di grafene né di produrre oggetti di grafene con valori di resistenza meccanica a trazione interessanti per applicazioni strutturali.

### MATBG e superconduttività
Il grafene bistrato ruotato ad angolo magico (
magic-angle twisted bilayer graphene, MATBG) attribuisce al materiale proprietà superconduttive uniche.
Al suo interno non avviene la repulsione elettromagnetica tra elettroni, ma formano un superfluido che può scorrere attraverso il materiale senza resistenza. 
Il MATBG è caratterizzato da uno spessore fino a 100 volte più piccolo di quello dei superconduttori tradizionali.
Nel 2024 è stata misurata per la prima volta la rigidità superfluida (induttanza cinetica) di un materiale bidimensionale, risultata 10 volte superiore alle previsioni teoriche. Tale misura indica quanto facilmente le particelle possono muoversi per generare superconduttività. Il fenomeno è stato attribuito alla geometria quantistica del materiale.

## Utilizzi e potenziali applicazioni
Il grafene, come conduttore, è oggetto di intensi programmi di studio per utilizzarlo nei sistemi a semiconduttori. Nel 2010 un gruppo della IBM ha realizzato un transistor al grafene con una frequenza di funzionamento massima di 100 GHz e lunghezza del gate di 240 nm. Nel 2011, l'IBM ha realizzato un transistor dello stesso materiale con una frequenza di 155 GHz e lunghezza del gate di 40 nm. Nel 2010, all'UCLA, un altro test con il grafene ha toccato il record di velocità di un transistor raggiungendo i 300 GHz. Analoghi transistor all'arseniuro di gallio hanno una frequenza massima di 40 GHz. Una delle principali applicazioni dei materiali in grafene già disponibili riguarda i nanocompositi polimerici, ottenuti incorporando grafene (come nano-carica) nella matrice polimerica di base. A settembre 2021 è stata avviata la prima produzione in serie di un'automobile elettrica con batteria al grafene.
Il grafene trova impiego nei supercondensatori per i suoi tempi di ricarica dell'ordine di pochi minuti. Poiché non ha una capacità di accumulo dell'energia pari a quella delle batterie agli ioni di litio, il supercondensatore è di solito accoppiato con accumulatori di altri materiali, come ad esempio l'alluminio, che raggiungono 2 000 cicli di ricarica, un tempo di ricarica tra 1 e 5 minuti, e una densità di energia di 150-160 Wh/kg (e un limite teorico di 1 050).

## Reticoli di grafene
Il grafene periodicamente impilato e il suo isomorfo isolante forniscono un elemento strutturale affascinante nell'implementazione di superreticoli altamente funzionali su scala atomica, che offre possibilità nella progettazione di dispositivi nanoelettronici e fotonici. Vari tipi di superreticoli possono essere ottenuti impilando il grafene e le sue forme correlate. La banda di energia nei superreticoli sovrapposti a strati risulta essere più sensibile alla larghezza della barriera rispetto a quella nei superreticoli semiconduttori III – V convenzionali. Quando si aggiunge più di uno strato atomico alla barriera in ciascun periodo, l'accoppiamento delle funzioni d'onda elettroniche nei pozzi potenziali vicini può essere significativamente ridotto, il che porta alla degenerazione delle sottobande continue in livelli di energia quantizzata. Quando si varia la larghezza del pozzo, i livelli di energia nei pozzi potenziali lungo la direzione L-M si comportano in modo distinto da quelli lungo la direzione K-H.
Un superreticolo corrisponde a una disposizione periodica o quasi periodica di materiali diversi e può essere descritto da un periodo di super reticolo che conferisce una nuova simmetria traslazionale al sistema, influenzando le loro dispersioni di fononi e di conseguenza le loro proprietà di trasporto termico. Recentemente, strutture monostrato uniformi di grafene-hBN sono state sintetizzate con successo tramite schemi litografici accoppiati con deposizione chimica da vapore (CVD). Inoltre, i superreticoli di grafene-hBN sono sistemi modello ideali per la realizzazione e la comprensione del trasporto termico dei fononi coerente (ondulatorio) e incoerente (particellare).

### Rilevazione di molecole di gas
Il grafene è capace di immagazzinare idrogeno: se deformato, forma delle "creste", e l'idrogeno tende ad accumularsi sulle punte di tali creste. Per rilasciare il gas è necessario eliminare la deformazione del grafene, in modo che l'idrogeno sia espulso dalle creste. Tali risultati sono frutto del lungo lavoro messo in atto dall'Adanascelo team nell'isola di Hokkaido, in Giappone.

### Illuminazione
Alcuni ricercatori della Columbia Engineering hanno realizzato una lampadina miniaturizzata, capace di emettere luce grazie a un filamento incandescente di grafene, analogamente a quanto avviene nelle comuni lampadine con filamento di tungsteno. Per ottenere questo risultato gli scienziati hanno applicato dei piccoli elettrodi metallici su strisce di grafene invisibili a occhio nudo. Quando nel circuito passa corrente elettrica, il grafene si riscalda fino a 2500 °C emettendo luce visibile. La scoperta è stata pubblicata sulla rivista Nature Nanotechnology nel 2015.

### Desalinizzazione
Un esperimento di osmosi inversa è stato condotto negli Stati Uniti dai ricercatori del Massachusetts Institute of Technology. "La struttura molecolare peculiare del grafene consente di creare fori di qualsiasi dimensione sulla sua superficie. Questo ha permesso di far passare l'acqua da una parte e i sali dall'altra dello strato", esattamente come accade in una comune osmosi inversa a membrane.

### Infrastrutture
Nel 2019 a Bergamo è stata realizzata la prima strada italiana a base di grafene sfruttando il rifacimento di una carreggiata preesistente. Il tratto di strada è lungo circa 1 km e costituito da un supermodificante a base di grafene, che permette di aumentare notevolmente la vita utile dell'opera, mischiato ad una plastica dura e malleabile.

### Tennis
Il grafene è stato applicato per la prima volta nel tennis nel 2012 con la creazione di una racchetta nella quale fu aggiunto un innesto in grafene al cuore della racchetta, per rendere tale zona più leggera e dinamica e potendo così aggiungere peso al manico e in testa alla racchetta.

### Ciclismo
L'azienda italiana Vittoria utilizza questo materiale nella mescola delle gomme per assicurare maggiore aderenza, maggiore velocità, maggiore resistenza alle forature e più resistenza in generale. Dopo svariate ricerche e test, si è notato che le molecole di grafene, essendo estremamente sottili, riescono a riempire lo spazio vuoto che separa le molecole di gomma. Di conseguenza, il grafene agisce come un magnete: infilandosi tra le molecole di gomma, crea di fatto un legame con le stesse e le tiene più unite. Vittoria ha ottenuto risultati straordinari anche con l’applicazione del grafene alle ruote. Proprio come negli pneumatici, anche nelle ruote il grafene agisce come magnete integrandosi con il carbonio di cui sono fatte. Essendo estremamente sottile, il grafene si stratifica negli spazi che dividono le molecole di carbonio e crea un legame con esse. Ne consegue che le caratteristiche del carbonio in termini di rigidità laterale della ruota, resistenza agli urti, riduzione del peso e dissipazione del calore migliorano esponenzialmente. Inoltre, il carbonio impreziosito dal grafene, consente alle ruote di resistere a pressioni di gonfiaggio di copertoni tubeless molto più elevate di prima e di resistere ancor meglio alle frenate più brusche, in qualsiasi condizione.

## Progetti di sviluppo
Nel gennaio 2013 il progetto Graphene (insieme con il progetto Human Brain Project) è stato selezionato dalla Commissione europea tra i FET Flagships, i progetti faro di ricerca e sviluppo promossi dall'Unione europea: scelti da una rosa di sei candidati, i due progetti beneficeranno di un sostegno finanziario di un miliardo di euro per la durata di dieci anni.

## Tossicità
La tossicità del grafene è stata discussa ampiamente nella letteratura scientifica. La raccolta più ampia riguardo alla tossicità del grafene riepiloga gli effetti in vitro, in vivo, antimicrobici e ambientali di questa sostanza ed evidenzia i vari meccanismi della tossicità del grafene stesso, che dipende da fattori come forma, dimensione, purezza della sostanza, fasi lavorative della post-produzione, stato ossidativo, gruppi funzionali, stato di dispersione, metodi di sintesi, dose di somministrazione e tempi di esposizione.
I nanonastri, le nanopiastrine e le nano-cipolle di grafene non sono tossiche fino alla concentrazione di 50 µg/mL. Queste nanoparticelle non alterano la differenziazione delle cellule staminali del midollo osseo in osteoblasti o adipociti, suggerendo che a basse dosi le nanoparticelle di grafene sono sicure per eventuali applicazioni biomediche. Dei cristalli di grafene multistrato dello spessore di 10 µm (con queste dimensioni sarebbe più corretto chiamarli microcristalli di grafite) sono stati capaci di perforare le membrane cellulari in soluzione; una ricerca della Brown University descrive la potenziale tossicità del grafene: intaccherebbe e danneggerebbe le cellule umane per via della sua natura bidimensionale, soprattutto quando finemente frammentato, come è anche stato segnalato per i fullereni. Gli effetti fisiologici del grafene rimangono incerti, e questo rimane un campo inesplorato.